# تيموثي وليامز
تيموثي وليامز (بالإنجليزية: Timothy Williams)‏ هو كاتب بريطاني، ولد في 1946 في Walthamstow ‏ في المملكة المتحدة.